# Třída Veer
Třída Veer je třída protiponorkových korvet indického námořnictva. Jedná se o modifikaci sovětské třídy Tarantul. Ve třech skupinách bylo postaveno 13 jednotek této třídy. Objednávka dalších dvou lodí byla později zrušena. Dvanáct z nich je stále v aktivní službě, zatímco Prahar se potopil roku 2006 po kolizi s kontejnerovou lodí MV Rajiv Gandhi.

## Stavba
Jednotky třídy Veer:
| Jméno             | Loděnice             | Vstup do služby    | Status                  |
| ----------------- | -------------------- | ------------------ | ----------------------- |
| INS Veer (K40)    | Voloďarskij          | 12. května 1987    | vyřazena 28. dubna 2016 |
| INS Nirbhik (K41) | Voloďarskij          | 3. února 1988      | vyřazena 11. ledna 2018 |
| INS Nipat (K42)   | Voloďarskij          | 15. ledna 1989     | vyřazena 28. dubna 2016 |
| INS Nishank (K43) | Voloďarskij          | 12. září 1989      | vyřazena 3. června 2022 |
| INS Nirghat (K44) | Voloďarskij          | 4. června 1990     | vyřazena 11. ledna 2018 |
| INS Vibhuti (K45) | Mazagon Dock Limited | 3. června 1991     | aktivní                 |
| INS Vipul (K46)   | Mazagon Dock Limited | 16. března 1992    | aktivní                 |
| INS Vinash (K47)  | Goa Shipyard Limited | 20. listopadu 1993 | aktivní                 |
| INS Vidyut (K48)  | Goa Shipyard Limited | 16. ledna 1995     | aktivní                 |
| INS Nashak (K83)  | Goa Shipyard Limited | 29. prosince 1994  | aktivní                 |
| INS Prahar (K98)  | Goa Shipyard Limited | 1. března 1997     | potopen po kolizi       |
| INS Prabal (K92)  | Mazagon Dock Limited | 12. září 2000      | aktivní                 |
| INS Pralaya (K91) | Mazagon Dock Limited | 18. prosince 2002  | aktivní                 |

## Konstrukce

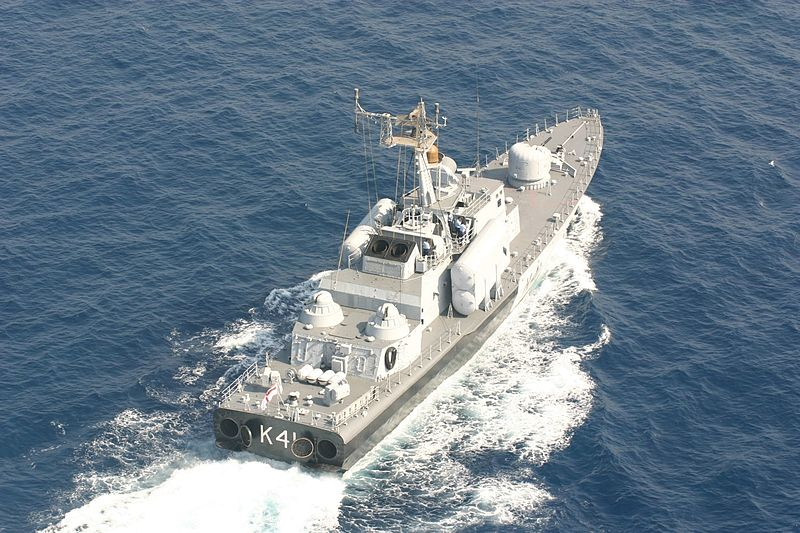
INS Nirbhik

### První skupina (Veer)
První pětici lodí, Veer, Nirbhik, Nipat, Nishank a Nirghat, pro Indii postavila sovětská loděnice Volodarskij. Dokončeny byly v letech 1987–1990. Mají standardní výtlak 480 t a 600 t plný. Výzbroj tvoří jeden 76mm kanón v dělové věži na přídi, dále dva systémy AK-630 s 30mm kanóny, čtyři protilodní střely SS-N-2 a konečně protiletadlový komplet SA-N-5. Pohon je koncepce COGAG.

### Druhá skupina (Vibhuti)

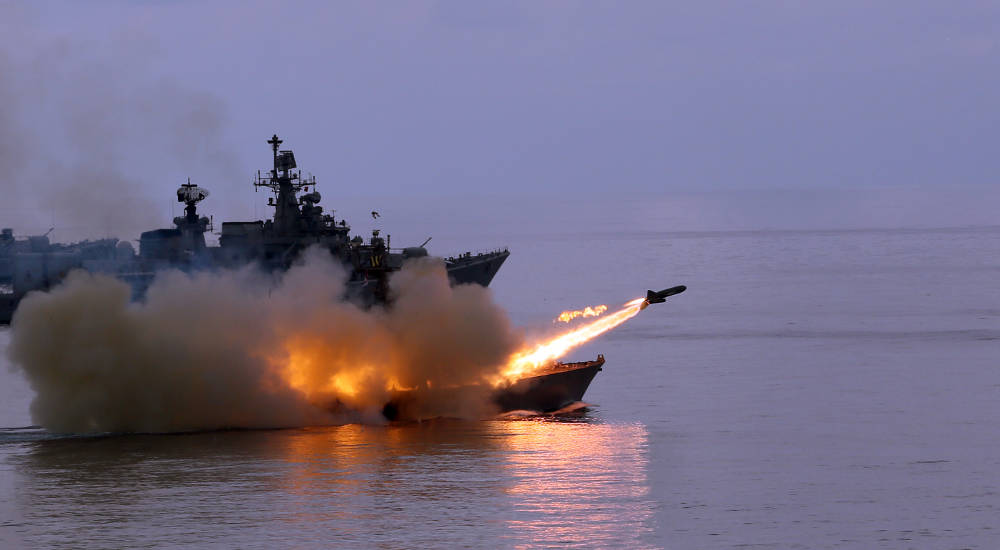
INS Nirghat vypouští protilodní střelu

Dalších šest korvet, Vibhuti, Vipul, Vinash, Vidyut, Nashak a Prahar, postavily indické loděnice Goa a Mazagon. Dokončeny byly v letech 1991–1997. Liší se mírně většími rozměry, jejich délka je 56,9 metru a šířka 10,6 metru. Výzbroj je shodná.

### Třetí skupina (Prabal)
Dodatečně byly postaveny ještě vylepšené jednotky Prabal a Pralaya, dokončené v indických loděnicích v letech 2000–2002. Objednávka na další dvě korvety této série byla zrušena. Úderná síla obou lodí se značně zvýšila díky instalaci 16 protilodních střel SS-N-25. Pohon je opět koncepce COGAG. Pohonný systém tvoří dvě dvojice plynových turbín. Rychlost je až 40 uzlů.